# Amélie Mauresmo
Amélie Mauresmo (* 5. Juli 1979 in Saint-Germain-en-Laye) ist eine ehemalige französische Tennisspielerin.

## Biografie
Amélie Mauresmo lebt mit ihrer Partnerin in Genf. Am 16. August 2015 wurde sie Mutter eines Sohnes, am 20. April 2017 gebar sie eine Tochter.
Seit dem 19. Juli 2012 ist sie Teamchefin der französischen Fed-Cup-Mannschaft; von Frühjahr 2014 bis Mai 2016 war sie Trainerin von Andy Murray.
In dem Film Asterix bei den Olympischen Spielen hatte sie einen Gastauftritt.
2015 wurde Mauresmo in die International Tennis Hall of Fame aufgenommen.
Im Dezember 2021 wurde sie zur Turnierdirektorin der French Open ernannt.

## Karriere
1996 gewann sie die Juniorinnentitel bei den French Open und in Wimbledon. Die International Tennis Federation ernannte sie im selben Jahr zum Junior World Champion. Ihren ersten Turniersieg errang sie im Jahr 1999. Den ersten großen Erfolg mit der Mannschaft feierte sie im Jahr 2003, als sie mit dem französischen Team den Fed Cup gewann.
Bei den Olympischen Spielen 2004 in Athen gewann sie die Silbermedaille; im Finale unterlag sie Justine Henin-Hardenne. Am 13. September 2004 wurde sie als erste französische Tennisspielerin die Nummer 1 der WTA-Weltrangliste, obwohl sie bis dahin noch kein Grand-Slam-Turnier gewonnen hatte.
Ihren ersten Grand-Slam-Titel gewann sie am 28. Januar 2006. Im Endspiel der Australian Open profitierte sie bei eigener Führung (6:1, 2:0) von der Aufgabe der gesundheitlich geschwächten Henin-Hardenne. Am 8. Juli 2006 folgte ihr zweiter Grand-Slam-Titel bei den All England Championships in Wimbledon, als sie sich im Finale wiederum gegen Henin-Hardenne durchsetzen konnte. Am 3. Dezember 2009 verkündete sie das Ende ihrer Profikarriere.

### Durchbruch 1999: Finale in Melbourne
Im Jahr 1999 erreichte die ungesetzte Amélie Mauresmo das Finale der Australian Open. Sie war damit die dritte Französin, der es gelang, in der Open Era in das Finale eines Grand-Slam-Turniers einzuziehen. Sie war die erste französische Tennisspielerin nach Mary Pierce (1995), der dies gelang. Auf dem Weg ins Endspiel besiegte die Französin zwei gesetzte Spielerinnen und im Halbfinale die damalige Weltranglistenerste Lindsay Davenport mit 4:6, 7:5 und 7:5. Nach dem Halbfinalsieg wandte sie sich an die internationale Presse und outete sich als homosexuell. Damit ist sie die zweite Tennisspielerin nach Martina Navrátilová, die sich öffentlich zu ihrer Homosexualität bekennt. Im Finale unterlag Amélie Mauresmo jedoch der Weltranglistenzweiten Martina Hingis deutlich mit 2:6 und 3:6. Die folgenden wichtigen Spiele gegen Martina Hingis gewann Mauresmo allesamt.

### Vorstoß in die Weltspitze
Im Eiltempo etablierte sich Amélie Mauresmo in der WTA-Weltrangliste. Zum Jahresende 1997 war Mauresmo als 109. der Weltrangliste notiert, ein Jahr später belegte sie bereits Platz 29. Im Jahr 1999 erreichte sie die Top Ten und feierte in Bratislava mit einem Finalsieg über Kim Clijsters ihren ersten Turniersieg.
Das Jahr 2000 begann mit einem Turniersieg in Sydney. Amélie Mauresmo gelangen jeweils Zweisatzsiege über die an Position 5 gesetzte Mary Pierce, die Nummer 2 Lindsay Davenport und die an 1 gesetzte Martina Hingis im Finale. Der Rest des Jahres war von verschiedenen Verletzungsproblemen geprägt.
2001 gewann sie insgesamt vier Turniere und mit Paris (Indoors), Nizza und Amelia Island drei in direkter Folge. Nach einer Niederlage in Charleston gewann sie die German Open in Berlin. Auf dem Weg zum Turniersieg schlug sie mit Hingis, Coetzer und Capriati drei der Top-5-gesetzten Spielerinnen. Auch in Rom erreichte sie das Endspiel, schlug erneut die Weltranglistenerste Martina Hingis und rückte auf Platz 5 der Weltrangliste vor, ehe sie in der Jahresmitte erneut Verletzungsprobleme stoppten.
Das Jahr 2002 beendete Mauresmo als Sechste. Sie gewann die Turniere von Dubai und Montreal. Bei den US Open erreichte sie erstmals und als erste Französin seit Françoise Dürr das Halbfinale.
Nach einer erneuten viermonatigen Verletzungspause, die bis ins Frühjahr andauerte, erreichte Mauresmo 2003 in 14 von 17 gespielten Turnieren mindestens das Viertelfinale. Sie gewann in Warschau und Philadelphia und zählte nun zu den nur drei Spielerinnen, denen es gelungen ist, Venus Williams und Serena Williams im selben Jahr zu besiegen. Den größten Erfolg errang sie aber bei einem Mannschaftswettbewerb. Sie führte das französische Team im Fed Cup zum Sieg über die USA. Es war der erste Sieg der Französinnen gegen die Vereinigten Staaten nach zehn Niederlagen. Gemessen an Siegen im Einzel ist sie in diesem Wettbewerb die erfolgreichste Französin aller Zeiten. Mauresmo beendete das Jahr als Nummer 4 der Welt.

### 2004: Weltranglistenerste
Das Jahr 2004 wurde für Mauresmo zu ihrem bis dahin erfolgreichsten. Sie gewann fünf Turniere, erreichte bei allen vier Grand-Slam-Turnieren mindestens das Viertelfinale, erklomm die Spitze der Weltrangliste und zog ins Endspiel des olympischen Turniers ein.
Sie gewann die Turniere von Berlin und Rom und war damit nach Steffi Graf (1987) und Monica Seles (1990) die erst dritte Spielerin, der dies innerhalb eines Jahres gelungen war.
Sie kam bei den Australian Open, den French Open und den US Open jeweils bis ins Viertelfinale. In Wimbledon erreichte sie erstmals das Halbfinale, in dem sie Serena Williams mit 7:6, 5:7 und 4:6 knapp unterlag.
Bei den Olympischen Spielen 2004 in Athen gewann sie die Silbermedaille, sie unterlag im Finale des Dameneinzels Justine Henin-Hardenne.
Am 13. September 2004 wurde sie als erste französische Tennisspielerin seit Einführung des Computer-Rankings in den 70er Jahren die Nummer 1 der WTA-Weltrangliste. Sie ist damit eine von nur wenigen Tennisspielern (Damen und Herren), welche die Spitzenposition erreichten, ohne bis dahin einen einzigen Grand-Slam-Sieg errungen zu haben. Zuvor war das bei den Damen Kim Clijsters gelungen. Mauresmo blieb fünf Wochen lang die beste Tennisspielerin der Welt und beendete das Jahr auf dem zweiten Platz hinter Lindsay Davenport.

### 2005: WTA Tour Championships
2005 gewann sie am Jahresende erstmals die WTA Tour Championships, der bis dahin größte Erfolg ihrer Karriere. Im Finale machte sie einen Satzrückstand wett, besiegte ihre Landsfrau Mary Pierce 5:7, 7:6 und 6:4 und revanchierte sich so für die Dreisatzniederlage in der Vorrunde. Dort hatte sie auch die Nummer 2 des Turniers, Kim Clijsters, besiegt. Im Halbfinale schlug sie Titelverteidigerin Marija Scharapowa mit 7:6 und 6:3.

### 2006: Sieg bei den Australian Open und in Wimbledon
Am 28. Januar 2006 sicherte sich Mauresmo mit dem Sieg bei den Australian Open ihren ersten Grand-Slam-Titel. Im Finale besiegte sie die frühere Weltranglistenerste Henin-Hardenne, die geschwächt durch Magenkrämpfe und Kreislaufprobleme bei Satzführung von Mauresmo mit 6:1 und 2:0 ihren Verzicht erklärte. Kurioserweise hatte auch Mauresmos Halbfinalgegnerin Kim Clijsters die Partie nicht beenden können. Auch dort hatte Mauresmo geführt und das Match über weite Strecken kontrolliert.
Im Anschluss daran gewann sie auch die WTA-Turniere von Paris und Antwerpen. Damit konnte sie bis Ende März drei aufeinander folgende Turniere gewinnen. Einschließlich der Australian Open gewann sie 16 Partien in Folge.
Bei den Qatar Total Open besiegte sie im Halbfinale ihre Dauerrivalin Martina Hingis mit 6:2 und 6:2, bevor sie das Finale gegen Nadja Petrowa verlor. Bei einem Sieg hätte Mauresmo erneut die Führung in der Weltrangliste übernommen. Diese erreichte sie dann – kampflos – am 20. März. Weder Clijsters noch Mauresmo konnten verletzungsbedingt in Indian Wells spielen, aber die Belgierin hatte mehr Punkte aus dem Vorjahr zu verteidigen.
Das zweite Grand-Slam-Turnier des Jahres, die French Open in Paris, erwies sich als eher schlechtes Pflaster. Angetreten als Nummer 1 der Welt und topgesetzte Spielerin, scheiterte sie im Achtelfinale an der 17-jährigen Nicole Vaidišová. Der tschechische Teenager zerstörte mit 6:7, 6:1 und 6:2 alle Hoffnungen der Franzosen auf einen Triumph ihrer Landsfrau in Roland Garros. Nie sollte Mauresmo auf der „terre battue“ über das Viertelfinale hinauskommen.
Am 8. Juli gelang ihr der bis dahin größte Triumph. Sie besiegte auf dem „heiligen Rasen“ von Wimbledon Justine Henin-Hardenne. Dies war gleichzeitig der erste Titelgewinn einer Französin an der Church Road seit der legendären Suzanne Lenglen im Jahr 1925.

### 2007
Im Jahr 2007 gewann Mauresmo als erste Spielerin das mit Diamanten besetzte Racket im Wert von einer Million Euro der Proximus Diamond Games (Antwerpen), das an Spielerinnen verliehen wird, die das Turnier drei Mal in fünf Jahren gewinnen. Im Endspiel schlug sie Kim Clijsters in zwei Sätzen, womit ihr mit Siegen in den Jahren 2005, 2006 und 2007 ein Hattrick gelang. Am 2. April 2007 wurde ihr der Laureus Award in der Kategorie „Breakthrough of the Year“ verliehen.
Nicht zuletzt aufgrund von Verletzungen fiel sie im Laufe der Saison weit zurück. Die Saison 2008 beendete sie zum ersten Mal seit zehn Jahren nicht in den Top 20.

### 2009
Ihren ersten Titel seit über zwei Jahren gewann Mauresmo 2009 ausgerechnet vor heimischem Publikum in Paris. Nach glatten Siegen in den ersten beiden Runden fegte sie im Viertelfinale die Top-Ten-Spielerin Agnieszka Radwańska mit 6:2, 6:0 vom Platz. Anschließend besiegte sie die Weltranglistendritte Jelena Janković und in einem hochklassigen Finale die Weltranglistenvierte Jelena Dementjewa. Durch den Erfolg schaffte Mauresmo wieder den Sprung in die Top 20. Den dritten WTA-Doppeltitel ihrer Karriere holte sie sich in Miami. Im Finale besiegte sie mit Swetlana Kusnezowa die Paarung Kveta Peschke/Lisa Raymond mit 4:6, 6:3, [10:3]. Peschke/Raymond waren somit das dritte gesetzte Team, das Kusnezowa/Mauresmo auf ihrem Weg zum Turniersieg in Miami unterlag. Am 3. Dezember 2009 erklärte Mauresmo in Paris das Ende ihrer Profikarriere.

## Turniersiege

### Einzel
| Legende               |
| Grand Slam (2)        |
| WTA Championships (1) |
| Tier I Event (6)      |
| WTA Tour (16)         |

| Titel pro Belag |
| Hartplatz (15)  |
| Sand (6)        |
| Rasen (1)       |
| Teppich (3)     |

| Nr. | Datum             | Turnier           | Belag             | Finalgegnerin          | Ergebnis             |
| --- | ----------------- | ----------------- | ----------------- | ---------------------- | -------------------- |
| 1.  | 24. Oktober 1999  | Bratislava        | Hartplatz (Halle) | Kim Clijsters          | 6:3, 6:3             |
| 2.  | 15. Januar 2000   | Sydney            | Hartplatz         | Lindsay Davenport      | 7:62, 6:4            |
| 3.  | 11. Februar 2001  | Paris             | Teppich (Halle)   | Anke Huber             | 7:62, 6:1            |
| 4.  | 18. Februar 2001  | Nizza             | Teppich (Halle)   | Magdalena Maleewa      | 6:2, 6:0             |
| 5.  | 15. April 2001    | Amelia Island     | Sand              | Amanda Coetzer         | 6:4, 7:5             |
| 6.  | 13. Mai 2001      | Berlin            | Sand              | Jennifer Capriati      | 6:4, 2:6, 6:3        |
| 7.  | 23. Februar 2002  | Dubai             | Hartplatz         | Sandrine Testud        | 6:4, 7:63            |
| 8.  | 18. August 2002   | Montreal          | Hartplatz         | Jennifer Capriati      | 6:4, 6:1             |
| 9.  | 4. Mai 2003       | Warschau          | Sand              | Venus Williams         | 6:76, 6:0, 3:0 Aufg. |
| 10. | 2. November 2003  | Philadelphia      | Hartplatz (Halle) | Anastassija Myskina    | 5:7, 6:0, 6:2        |
| 11. | 9. Mai 2004       | Berlin            | Sand              | Venus Williams         | kampflos             |
| 12. | 16. Mai 2004      | Rom               | Sand              | Jennifer Capriati      | 3:6, 6:3, 7:66       |
| 13. | 8. August 2004    | Montreal          | Hartplatz         | Jelena Lichowzewa      | 6:1, 6:0             |
| 14. | 31. Oktober 2004  | Linz              | Hartplatz (Halle) | Jelena Bowina          | 6:2, 6:0             |
| 15. | 7. November 2004  | Philadelphia      | Hartplatz (Halle) | Wera Swonarewa         | 3:6, 6:2, 6:2        |
| 16. | 20. Februar 2005  | Antwerpen         | Hartplatz (Halle) | Venus Williams         | 4:6, 7:5, 6:4        |
| 17. | 15. Mai 2005      | Rom               | Sand              | Patty Schnyder         | 2:6, 6:3, 6:4        |
| 18. | 6. November 2005  | Philadelphia      | Hartplatz (Halle) | Jelena Dementjewa      | 7:5, 2:6, 7:5        |
| 19. | 13. November 2005 | WTA Championships | Hartplatz (Halle) | Mary Pierce            | 5:7, 7:63, 6:4       |
| 20. | 28. Januar 2006   | Australian Open   | Hartplatz         | Justine Henin-Hardenne | 6:1, 2:0 Aufg.       |
| 21. | 12. Februar 2006  | Paris             | Teppich (Halle)   | Mary Pierce            | 6:1, 7:62            |
| 22. | 19. Februar 2006  | Antwerpen         | Hartplatz (Halle) | Kim Clijsters          | 3:6, 6:3, 6:3        |
| 23. | 8. Juli 2006      | Wimbledon         | Rasen             | Justine Henin-Hardenne | 2:6, 6:3, 6:4        |
| 24. | 18. Februar 2007  | Antwerpen         | Hartplatz (Halle) | Kim Clijsters          | 6:4, 7:64            |
| 25. | 15. Februar 2009  | Paris             | Hartplatz (Halle) | Jelena Dementjewa      | 7:64, 2:6, 6:4       |

### Doppel (3)
- 2000: Linz (mit Chanda Rubin)
- 2006: Hastings Direct in Eastbourne (mit Swetlana Kusnezowa)
- 2009: Miami (mit Swetlana Kusnezowa)

## Abschneiden bei Grand-Slam-Turnieren

### Einzel
Die Tabelle listet die Ergebnisse der Grand-Slam-Turniere, der Tour Championships, der Olympischen Spiele, des Fed Cups bzw. Billie Jean King Cups und der Turniere folgender Kategorien auf: 1990–2008: Tier I, 2009–2020: Premier Mandatory und Premier 5, ab 2021: WTA 1000.
| Turnier            | 1995 | 1996 | 1997 | 1998 | 1999 | 2000 | 2001 | 2002 | 2003 | 2004 | 2005 | 2006 | 2007 | 2008 | 2009 | Karriere |
| ------------------ | ---- | ---- | ---- | ---- | ---- | ---- | ---- | ---- | ---- | ---- | ---- | ---- | ---- | ---- | ---- | -------- |
| Australian Open    | —    | —    | —    | 3    | F    | 2    | AF   | VF   | —    | VF   | VF   | S    | AF   | 3    | 3    | 1 × S    |
| French Open        | 1    | 2    | 2    | 1    | 2    | AF   | 1    | AF   | VF   | VF   | 3    | AF   | 3    | 2    | 1    | 2 × VF   |
| Wimbledon          | —    | —    | Q3   | 2    | —    | 1    | 3    | HF   | —    | HF   | HF   | S    | AF   | 3    | AF   | 1 × S    |
| US Open            | —    | —    | —    | 3    | AF   | —    | VF   | HF   | VF   | VF   | VF   | HF   | —    | AF   | 2    | 2 × HF   |
| Tour Championships | —    | —    | —    | —    | 1    | —    | 1    | —    | F    | HF   | S    | F    | —    | —    | —    | 1 × S    |
| Doha               |      |      |      |      |      |      |      |      |      |      |      |      |      | 2    |      | 1 × 2R   |
| Dubai              |      |      |      |      |      |      |      |      |      |      |      |      |      |      | —    | —        |
| Indian Wells       |      |      | —    | —    | —    | 2    | —    | —    | VF   | —    | 3    | —    | —    | 3    | 3    | 1 × VF   |
| Miami              | —    | —    | —    | 2    | 3    | —    | —    | —    | AF   | —    | HF   | HF   | —    | 3    | AF   | 2 × HF   |
| Hilton Head Island | —    | —    | —    | 1    | 2    | —    |      |      |      |      |      |      |      |      |      | 1 × 2R   |
| Charleston         |      |      |      |      |      |      | VF   | 2    | —    | —    | —    | —    | —    | —    |      | 1 × VF   |
| Rom                | —    | —    | —    | —    | HF   | F    | F    | VF   | F    | S    | S    | —    | 2    | —    | 1    | 2 × S    |
| Madrid             |      |      |      |      |      |      |      |      |      |      |      |      |      |      | HF   | 1 × HF   |
| Berlin             | —    | —    | —    | F    | AF   | 2    | S    | VF   | HF   | S    | VF   | HF   | AF   | —    |      | 2 × S    |
| San Diego          |      |      |      |      |      |      |      |      |      | 2    | —    | —    | —    |      |      | 1 × 2R   |
| Cincinnati         |      |      |      |      |      |      |      |      |      |      |      |      |      |      | —    | —        |
| Kanada             | —    | —    | —    | 1    | —    | —    | AF   | S    | VF   | S    | HF   | —    | —    | —    | 1    | 2 × S    |
| Tokio              | —    | —    | —    | —    | —    | —    | —    | —    | —    | —    | —    | —    | —    | 1    | —    | 1 × 1R   |
| München            |      |      |      | —    | VF   |      |      |      |      |      |      |      |      |      |      | 1 × VF   |
| Zürich             | —    | —    | —    | AF   | —    | —    | —    | —    | AF   | —    | AF   | VF   | AF   |      |      | 1 × VF   |
| Philadelphia       | —    |      |      |      |      |      |      |      |      |      |      |      |      |      |      | —        |
| Peking             |      |      |      |      |      |      |      |      |      |      |      |      |      |      | —    | —        |
| Moskau             |      |      | —    | —    | —    | HF   | AF   | HF   | F    | —    | AF   | VF   | 1    | AF   |      | 1 × F    |
| Olympische Spiele  |      | —    |      |      |      | 1    |      |      |      | F    |      |      |      | —    |      | 1 × F    |
| Fed Cup            |      |      |      | HF   | 1    |      |      |      |      |      | F    |      |      |      | 1    | 1 × F    |

Zeichenerklärung: S = Turniersieg; F, HF, VF, AF = Einzug ins Finale, Halb-, Viertel-, Achtelfinale; 1, 2, 3 = Ausscheiden in der 1., 2., 3. Haupt- / Finalrunde; Q1, Q2, Q3 = Ausscheiden in der 1., 2. 3. Qualifikationsrunde; RR = Round Robin (Gruppenphase); nicht ausgetragen oder andere Kategorie; PO (Playoff), P2 = Auf-/Abstiegsrunde zur Weltgruppe I/II im Fed Cup; W2, K1, K2, K3 = Teilnahme in der Weltgruppe II, Kontinentalgruppe I, II, III im Fed Cup.

### Doppel
| Turnier         | 1995 | 1996 | 1997 | 1998 | 1999 | 2000 | 2001 | 2002 | 2003 | 2004 | 2005 | 2006 | 2007 | 2008 | 2009 | Karriere |
| --------------- | ---- | ---- | ---- | ---- | ---- | ---- | ---- | ---- | ---- | ---- | ---- | ---- | ---- | ---- | ---- | -------- |
| Australian Open | —    | —    | —    | —    | VF   | 2    | —    | —    | —    | —    | —    | AF   | 2    | 2    | —    | VF       |
| French Open     | 1    | 1    | 2    | 2    | 1    | 1    | —    | 1    | —    | —    | —    | —    | 1    | —    | —    | 2        |
| Wimbledon       | —    | —    | —    | —    | —    | AF   | 2    | —    | —    | —    | F    | —    | —    | —    | AF   | F        |
| US Open         | —    | —    | —    | —    | AF   | —    | 2    | —    | —    | —    | —    | —    | —    | —    | —    | AF       |